# Gardon (poisson)
Rutilus rutilus
Pour les articles homonymes, voir Gardon.
Espèce
Statut de conservation UICN

 LC  : Préoccupation mineure
Le gardon (Rutilus rutilus) est une espèce de poissons d'eau douce très communs, souvent de petite taille entre dix et trente cm. Il vit en Europe et en Asie de l'Ouest. Son nom latin d'espèce (Rutilus ; rouge éclatant) évoque probablement la couleur de ses nageoires, voire le rouge aux reflets métalliques de son œil (qui est cependant d'abord jaune chez le juvénile).
Dans la plus grande partie de son aire de distribution, il est le plus nombreux parmi les espèces de poissons présents, mais pour ce qui est de la biomasse, il peut être dépassé par la brème commune et la carpe commune dans les eaux à forte turbidité et à la végétation clairsemée.
Ce poisson grégaire n'effectue que de courts déplacements sur son territoire et on ne le considère donc pas comme migrateur. En saison froide, il migre vers les eaux profondes où il vit au sein de bancs qui peuvent être denses et atteindre des centaines d'individus (y compris dans les petits ports intérieurs).
Le gardon adulte est réputé préférer les eaux riches en végétaux dont certains sont consommés par les jeunes ou les adultes et où les alevins se cachent facilement.
Il peut s'adapter à des environnements où les invertébrés sont rares en ralentissant sa croissance.
Sa chair est appréciée, mais comme c'est l'une des espèces les plus tolérantes à la pollution, elle peut également parfois être polluée.
Synonymes (noms désuets) :
- Abramis leuckartii (Heckel, 1836)
- Cyprinus rutilus (Linné, 1758)
- Leuciscus rutilus (Günther, 1868)
- Leuciscus rutilus (Linnaeus, 1758)

La génétique et la diversité génétique de ce poisson ont été fortement perturbées par son élevage et sa dissémination par les pêcheurs ; on en connait une seule sous-espèce (dans les bassins de la mer Noire et de la mer Caspienne ainsi qu'en Italie dans les Apennins), identifiable par des critères anatomiques,.

## Description

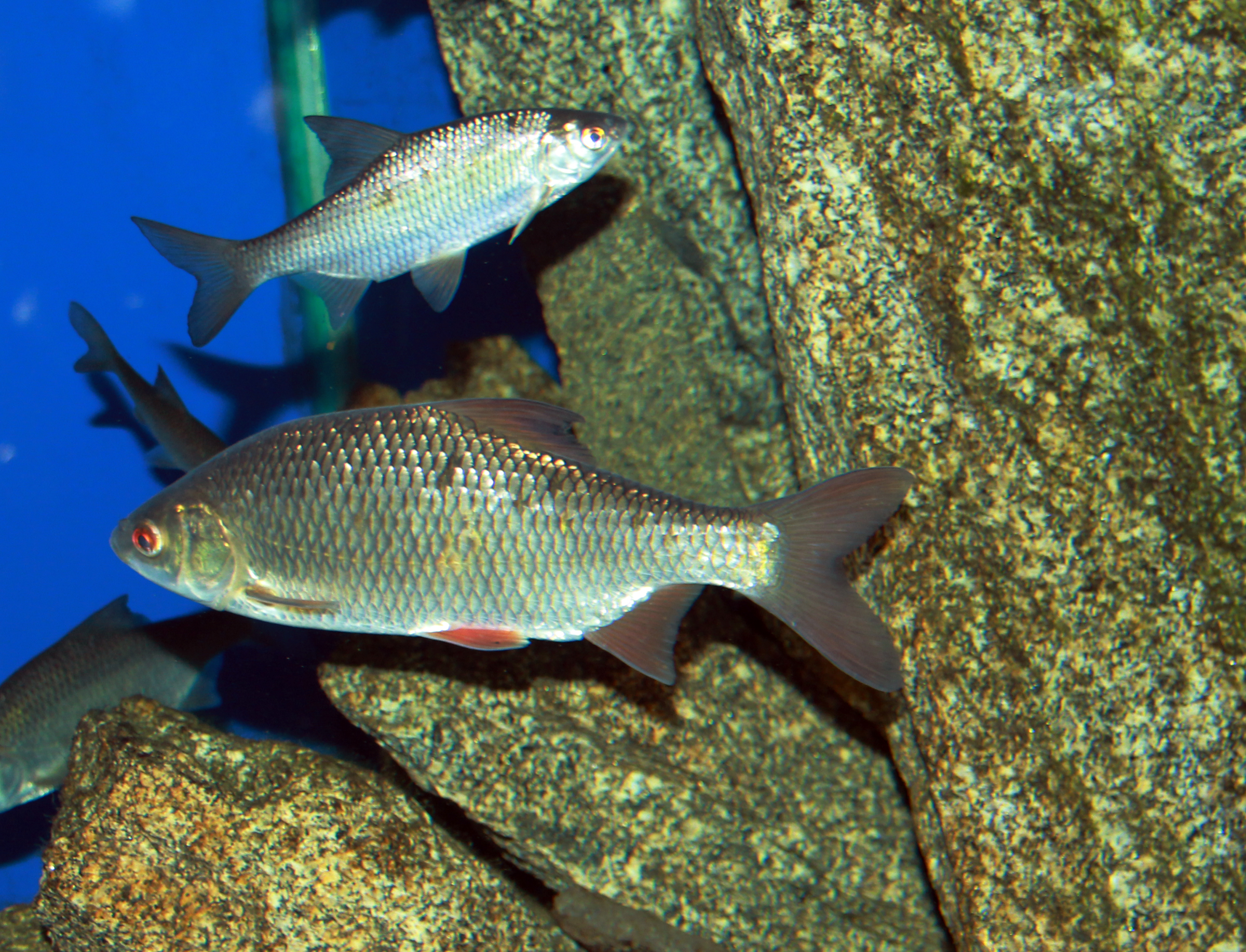
Exposition Subaqueous Vltava à Prague.

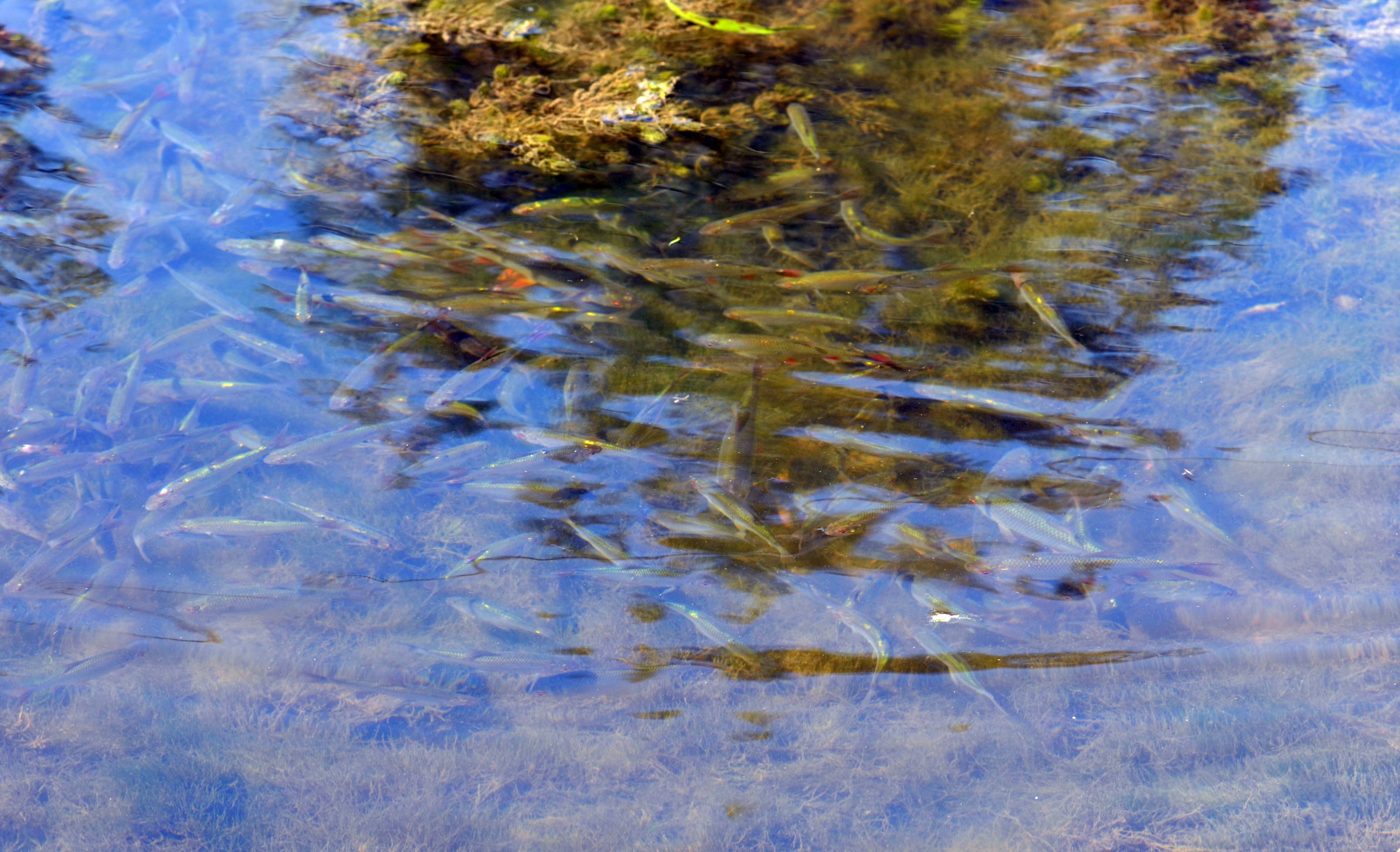
Rassemblement estival de jeunes gardons, dans un fossé eutrophe et peu profond, mais ici très végétalisé (en zone à dominante très urbaine, mais dans l'enclave verte ceinturant de la Citadelle de Vauban à Lille).

Le Gardon est un chordé, ostéichthyen, téléostéen. C'est donc un vertébré, épineurien, avec une chorde (même si elle a disparu chez l'animal adulte on la voit lors du développement embryonnaire), qui présente une fente pharyngienne en relation avec la cavité buccale.
Il a un crâne osseux et un épiderme pluristratifié. Il est un bon exemple de l'adaptation des chordés à la vie aquatique (forte poussée d'Archimède, faible teneur en oxygène, aliments fixés, flottant ou en suspension…).
La plupart des gardons observés sont jeunes et petits et mesurent entre dix et trente cm pour un poids de dix à 200 g. Leur forme varie progressivement au cours de l'ontogenèse, passant d'un profil fusiforme à un corps plus haut. Seuls un petit nombre parmi eux atteindra l'âge adulte où ils pourront atteindre environ 35 cm et exceptionnellement jusqu'à 45-50 cm. Ils peuvent alors peser de un à deux kg.
Le poisson a une forme hydrodynamique, il est quatre fois plus long que large.
Il possède une nageoire caudale assez allongée et rougeâtre. Il a un œil dont le tour est rougeâtre et une bouche plutôt horizontale, Sa nageoire dorsale et ses nageoires pelviennes sont positionnées sur le même axe vertical (vu de profil), ces trois derniers critères permettent de le distinguer d'autres cyprinidés et notamment du rotengle (mais les hybrides peuvent être difficiles à distinguer).
Risques de confusion : avec le rotengle et l'ablette (pour les juvéniles) et avec divers hybrides (Gardon x autre cyprinidé).

## Aire de répartition
Cette espèce serait originaire d'Europe centrale et de l'Est, avec comme limite septentrionale de son « aire de répartition initiale » la Finlande, la Suède et l'Angleterre, sa limite méridionale, les Alpes et le Bosphore.
Autochtone dans la plupart des eaux intérieures continentales d'Europe, il a été introduit par des pêcheurs et/ou pisciculteurs en Irlande, au Portugal, en Espagne, en Italie, en Grèce et à Chypre. Il a aussi été introduit dans l'hémisphère sud (en Australie).
Plusieurs de ces pays ont signalé après son introduction qu'il semblait avoir un impact défavorable sur les espèces autochtones.
En France, il a été introduit en Corse en 1970 dans trois plans d'eau artificiels de la plaine orientale de l'île (Réservoirs de Peri, Teppe-Rosse, Alzitone) pour en permettre la pêche sportive en seconde catégorie (activité jusqu'alors inexistante). À partir de là, des pêcheurs l'ont introduit dans divers réservoirs de barrages (Ospedale, Tolla), gravières (Porto-Vecchio, Gravona), canaux (Biguglia) et cours de grandes rivières (Gravona, Tavignano) corses.

## Paléontologie
Des restes fossiles osseux de gardons ont été trouvés dans les restes culinaires préhistoriques, par exemple dans des couches datées du Paléolithique supérieur dans le Bassin de la Garonne (à l'Aurignacien à Bezenac, Le Flageolet ; au Magdalénien à Couse, Lisle et St. Rabier) ou encore dans le Bassin du Rhône pour l'époque Magdalénienne à Sainte-Anastasie).

## Habitats
Cette espèce est rustique et relativement ubiquiste.
Le gardon est réputé préférer vivre dans les parties profondes de la colonne d'eau, mais très adaptable, il peut aussi densément coloniser des plans d'eau ou fossés de 20 centimètres de profondeur et étroits de 1,5 m de large et s'adapte aux circonstances locales, et en été il fréquente souvent la surface.
On le trouve aussi bien dans des zones boréales très froides et dans les zones de courants ou de remous (où il semble apprécier les fonds de 2 à 3 m et les herbiers, et aussi les zones avec peu d'air) que dans des zones eutrophes et chaudes, dans des fossés de fortification, des canaux, voire des canaux fermés de pleine ville (Moyenne Deûle à Lille par exemple, fermée depuis 50 ans).
Dans les milieux pollués ou eutrophes, il n'atteint toutefois pas ou rarement sa taille maximale d'adulte.
Selon une étude basée sur des analyses génétiques faites en vallée du Rhône et publiée en 1999, pour des raisons mal comprises, selon les données acquises lors de cette étude, le gardon semble peu sensible ou insensible à la fragmentation ou à la différence de milieu ; alors que les données génétiques montrent qu'au sein de la métapopulation du bassin, le chevesne est génétiquement différent entre l'amont et l'aval du bassin ou d'un grand barrage, « aucune relation entre distance géographique et distance génétique n’a été mise en évidence pour le Gardon, quel que soit le sous-système testé ».
Il tolère une charge importante en polluants organiques, c'est l'une des dernières espèces à disparaître dans les eaux polluées, mais il est également souvent le plus présent (en nombre et parfois en biomasse) des cyprinidés dans les eaux oligotrophes (naturellement pauvres en nutriments). Il tolère aussi dans une certaine mesure l'eau saumâtre et peut fréquenter les estuaires. Il tolère les eaux tièdes mais meurt à partir de 31 °C (88 °F).

## Comportement
C'est un poisson grégaire qui vit en groupe parfois important, mais presque toujours composés d'individus de la même taille. Ces bancs se rendent plus denses et plus vifs et nerveux en présence de prédateurs. Les plus gros se tiennent toutefois un peu à l'écart des groupes.
Son activité est plutôt diurne.
Ses « réponses anti-prédation » (pour ce qui est de la capacité de fuite et du réflexe de se cacher) ont été étudiées par deux biologistes (Peter Eklöv et Lennart Persson). Ils ont pour cela recréé un système prédateurs-proies expérimental en enfermant des gardons (et de jeunes perchaudes) dans des enclos avec ou sans perches adultes (piscivores) comme « prédateur », et avec différentes offres en quantité et qualité de refuges (pas de structure-refuge du tout, une structure formant un refuge partiel, et une structure formant un refuge complet). Les comportements des proies et de leurs prédateurs ont ensuite été observés dans ces trois situations, ainsi que le nombre de proies tuées. Lors de cette expérience, les piscivores sont restés dans ou près du refuge des proies, et ils se dispersaient le plus dans les enclos disposant de refuges pour les proies. Sans surprise, la survie des jeunes perchaudes était améliorée dans l'enclos garni des refuges les plus efficaces, mais l'expérience a aussi montré que les gardons répondaient aussi à la présence de perches prédatrices en formant des bancs plus denses et en nageant nettement plus vite (non seulement en eau libre, mais également dans le refuge), réflexe qui leur a permis d'utiliser une superficie plus grande que ne le faisait la perche juvénile. En présence de prédateurs, les deux espèces-proies sont restées plus à proximité du refuge et y ont passé plus de temps. Le nombre d'aller-retour entre la zone d'eau libre et la zone refuge était plus élevée pour les gardons juvéniles que pour les jeunes perchaudes. Ces dernières ont cependant utilisé les différentes parties du refuge de manière plus complexe et « flexible » en fonction à la fois de la présence du prédateurs et selon le type de refuge disponible (alors que les jeunes gardons en utilisaient les différentes parties de manière plus prévisible et dans des proportions identiques quel que soit le type de refuge. Les résultats de cette étude suggèrent que le gardon juvénile est globalement mieux capable que les perchaudes juvéniles d'éviter la prédation. Toutefois, les jeunes perchaudes semblent répondre à la présence de prédateurs par une utilisation plus souple du refuge que le gardon juvénile. La nature et la quantité de refuges (plantes, branches, caches… pourrait donc influencer différemment le taux de survie des jeunes perchaudes et des gardons face à des prédateurs tels que la perche.

## Alimentation
L'alevin et le tout jeune gardon se nourrissent d'abord de zooplancton, puis grâce à des modifications de la morphologie fonctionnelle au cours de l'ontogenèse il passe à un régime de macroinvertébrés benthiques (quand il mesure environ 1,5 cm). Ses proies sont alors des petits mollusques, des larves d'insectes, des insectes tombés à l'eau ou en train d'émerger, alors prélevés en surface.
Dans le Léman, son alimentation a été étudiée (et comparée à celle des corégones) à partir de l'inspection du contenu stomacal d'individus capturés à l'aide de chaluts pélagiques (pour les gardons seulement) et de filets maillants pélagiques ou de fond durant plusieurs saisons et années (de décembre 1983 à juillet 1985). Les chercheurs ont ainsi pu confirmer qu'en zone pélagique ces deux espèces sont bien « des planctonophages stricts », se nourrissant des mêmes proies de juin à octobre (Daphnia sp. et plus encore Leptodora kindtii et Bythotrephes longimanus essentiellement), mais les auteurs ont conclu qu'ils ne pouvaient néanmoins pas conclure à une « compétition alimentaire entre ces deux espèces de poissons faute de données suffisantes sur la biologie de leurs proies ».
Le gardon sait aussi varier son alimentation selon la saison et l'offre en nourriture du milieu, en prélevant de la mousse et des algues (qu'il broute en groupe parfois dense) sur les troncs et branches immergés ou les pierres.
Les pêcheurs attirent cet omnivore avec la plupart des appâts conventionnels comme le maïs, la fécule de blé, la mie de pain, les vers…
Des études ont cherché à mesurer la performance alimentaire de cette espèce (c'est-à-dire le taux d'attaque relié à la taille de l'individu) et la performance de quête de nourriture du gardon à différents âges.

## Reproduction et croissance
Le frai a normalement lieu en avril-mai (avril-juin-juillet selon d'autres sources) dans une eau à au moins 12 °C et pas trop acide (si le pH de l'eau est inférieur à 5,5 le gardon ne peut pas reproduire avec succès[réf. nécessaire]), le plus souvent lors de journées ensoleillées. Les mâles présentent alors une livrée nuptiale caractérisée par de petits « tubercules de frai gris-blanc sur la tête et le dos. Les femelles aussi mais de manière moins développée ». Ils sont parfois — à tort — confondus avec les symptômes d'une maladie.
La femelle pond de 150 000 à 300 000 œufs sur des plantes ou des branches immergées ou sur le substrat si aucun autre support n'est disponible. La reproduction se déroule fréquemment au même endroit chaque année.
Les grands mâles forment des bancs dans lesquels les femelles pénètrent. Elles y pondent et les œufs (naturellement collants au substrat) sont fertilisés par les mâles ; les poissons sont alors très excités et peuvent être aperçus sautant fréquemment hors de l'eau ; Une femelle de belle taille peut pondre jusqu'à 100 000 œufs (350 000 œufs par kg de la femelle selon DORIS).
Les œufs de couleur crème et d'un diamètre compris entre 1,1 et 1,5 mm éclosent après 4 à 10 jours (selon la température de l'eau). Les alevins grandissent moins vite dans l'eau froide, mais rattrapent souvent leur retard de croissance à l'âge adulte. le jeune gardon atteint sa maturité sexuelle en 2 à 4 ans ; plus vite pour les mâles (en 2 à 3 ans) et plus tard pour les femelles (en 3 à 4 ans).
Sa vitesse de croissance varie selon les interactions entre la température de l'eau et la richesse trophique du milieu. Les reproducteurs mesurent majoritairement plus de 19 cm.
Des données qui semblent contradictoires existent sur l'influence de la température de l'eau sur la reproduction du gardon.
- En région boréale, des populations de gardon étudiées dans de nombreux lacs pondent à la même date que 50 ans plus tôt, mais dans une eau plus chaude (en moyenne de 3 °C) et plus basse qu'autrefois, ce qui laisse penser que la durée du jour (qui lui n'a pas changé) est un facteur important pour le déclenchement de la ponte.
- Une autre étude a été conduite en zone tempérée, en France. Elle a porté sur deux sections de la Meuse situées l'une en amont (à 12,5 km) de la centrale nucléaire de Tihange et l'autre à 2,5 km en aval où l'eau est réchauffée en moyenne de 3 °C (ce qui a pu être montré lors d'un arrêt de 5 mois de la centrale)[17]. Ces deux sections sont supposées habitées par des populations différentes de gardon ; les populations « amont » et « aval » n'ayant théoriquement pas de contacts entre elles, en raison d'importants barrages-écluses. L'étude a montré une différence entre les poissons vivant dans les eaux réchauffées et non réchauffées ; en particulier : le frai est avancé de 3 semaines en aval[17]. De plus, le volume de plusieurs types de cellules testiculaires des gardons était plus important chez les gardons vivant en aval du barrage que chez ceux vivant dans une eau plus fraiche en amont[17]. Ici la photopériode ne semble donc pas ou peu influencer le processus de maturation des œufs, du sperme et la ponte, comparativement à l'accroissement de la température[17] (lequel peut aussi influencer la productivité planctonique et d'autres biomasses alimentaires pour le gardon).
- Cette même étude (sur la Meuse) a montré (lors des 34 pêches faites au filet pour les besoins des scientifiques) que le sex-ratio de l'espèce était dans tous les cas déséquilibré (avec toujours plus de femelles que de mâles, que ce soit en amont ou en aval de la centrale nucléaire) voire très déséquilibré (au point que l'étude n'a pas toujours pu atteindre le quota et ratio de mâles/femelles qui était prévu, avec jusqu'à 5 fois plus de femelles que de mâles lors de deux des 34 pêches et à peine plus dans deux autres cas) ; pour une raison inconnue selon les auteurs, qui évoquent une cause inexpliquée (différence de sex-ratio ou sélectivité inexpliquée du filet de pêche ?)[17].

L’espérance de vie d'un gardon serait d'une dizaine d'années (maximum 14 ans).

## Fonction de relation

### Protection
Le gardon possède un épiderme pluristratifié de 100 μm mais non kératinisé, formé de cellules jointives. L'épiderme ne présente pas de glandes mais des cellules glandulaires qui vont sécréter un mucus qui va protéger les écailles.
Les écailles sont de nature osseuse, indépendantes et constituent un exosquelette, les écailles sont une ossification dermique. Ces écailles sont dites élasmoïdes.

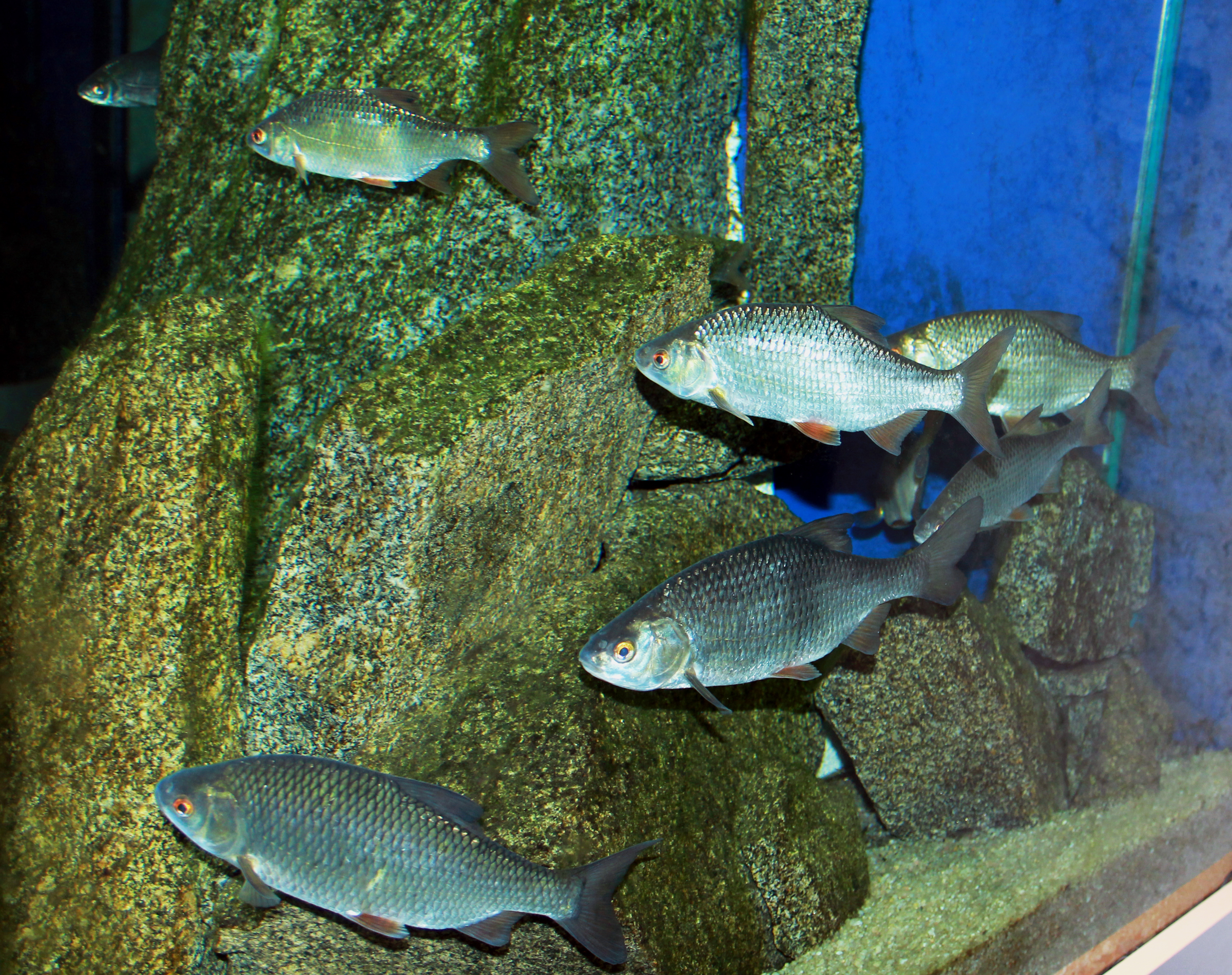
Exposition Subaqueous Vltava à Prague.

### Organes des sens et sensibilité
Le gardon présente des narines buccales en cul-de-sac qui ne s'ouvrent pas sur la cavité buccale.
Il possède sur le flanc une ligne d'écailles possédant un trou en communication avec le système nerveux et qui va détecter les variations de longueurs d'onde basse dues aux mouvements de l'eau, via des mécanorécepteurs.
Vision : Ses yeux distinguent les ultraviolets, les couleurs que nous voyons et même une partie de l'infrarouge
Les modifications temporelles de ses yeux et sa vision (résolution visuelle) ont été étudiés (comme ceux de la Perchaude (Perca flavescens) en relation avec certaines modifications de son comportement. La précision de sa vision varie avec l'âge (quand la taille de son cristallin augmente, ainsi que le nombre de cellules rétiniennes réceptrices  et sa vision semble meilleure que celle de la perchaude.

### Locomotion
Il possède deux types de nageoires :
- en nombre impair : les nageoires dorsales et les nageoires caudales ;
- en nombre pair ; et réparties de part et d'autre de la symétrie de l'animal et qui regroupent : les nageoires pelviennes à l'arrière et les nageoires pectorales à l'avant.

Les nageoires en nombre impair sont plutôt utilisées pour la stabilité et celles à nombre pair plutôt pour l'orientation.

## Fonction de nutrition

### Appareil respiratoire
Le gardon possède quatre paires de branchies, accolées et qui ont des poils qui filtrent les grosses particules.
Les branchies sont en fait un empilement de branchies en forme de V. On a aussi des lamelles branchiales qui sont des surfaces d'échanges pour l'oxygène et cette surface d'échange est liée à la rapidité du poisson

### Appareil circulatoire
Le cœur se situe à côté des branchies, ce qui va éjecter le sang dans les capillaires branchiaux avec une certaine pression. Le système de circulation est simple : le sang désoxygéné passe une fois dans le cœur.

## Écologie

### Interactions avec d'autres espèces
Il partage fréquemment son territoire avec la Brème et la Perche et peut être en compétition avec ces espèces si la nourriture vient à manquer. Une étude des communautés de poissons de 32 lacs de Finlande (O. Sumari. 1971. Ann. Zool. Fenn. 8 : 406-421) avait conclu que « les principaux facteurs influant sur les populations de perches communes (Perca fluviatilis) étaient des facteurs biotiques dont le principal, d'après l'analyse, était la compétition interspécifique avec le gardon (Rutilus rutilus) », mais une analyse des mêmes données faite plus tard a conclu qu'on avait sous-estimé l'importance d'autre facteurs dont la conductivité et le pH dans « l'établissement de la structure des communautés de poissons » ; ces deux facteurs dits abiotiques pourraient en partie mieux expliquer les variations d'abondance de la perche (mais « principalement par le biais de leurs effets sur le rendement d'autres espèces, en particulier du gardon ». On a trouvé en Finlande neuf lacs contenant uniquement des perches, ou uniquement une association perches-piscivores, sans aucun gardon. L'étude de ces communautés lacustres laisse penser (sans surprise) que les autres poissons piscivores influent aussi sur la biomasse de perches. Il a été montré que là où les deux espèces (gardon + perche) coexistent, plus la biomasse de piscivores est importante, plus la biomasse de gardons est importante, laissant supposer que « l'interaction piscivores-perche-gardon peut avoir fait intervenir la présence d'une compétition apparente entre la perche et le gardon ».

## État des populations, menaces
Le gardon est un poisson rustique et prolifique, qui n'est pas globalement menacé, mais des situations de déclin ou de disparition ont été localement constatées.
Même s'il dispose (dans une certaine mesure) de moyens de détoxication (via des protéines spécifiques (métallothionéines) connus chez d'autres espèces pour leurs rôles de détoxication des métaux lourds et d'autres classes de toxines, dont certains pesticides (ex fongicide procymidone), il reste vulnérable aux fortes pollutions, qui peuvent le tuer directement ou indirectement en affaiblissant son système immunitaire et le rendant plus sensible aux maladies. Des craintes existent quant aux effets de certaines perturbateurs endocriniens.
Il peut bioaccumuler certains toxiques (dont les organochlorés tels que certains pesticides, des PCB et dioxines) comme cela a été notamment montré dans le bassin de la Seine en France et contribuer à ce qu'ils soient encore plus concentrés dans la chair de ses prédateurs (poissons tels que brochet ou oiseaux tels que héron, cormoran ou aigle pêcheur, ou encore des mammifères tels que la Loutre). Dans les secteurs pollués de la Seine, plus le gardon est grand et âgé, plus il est contaminé par des organochlorés, sans changement observé selon l'âge du type d'organochloré trouvé dans la chair du poisson ou selon l'origine du poisson ; les mêmes cocktails de polluants chlorés y ont été trouvés avec des proportions similaires, seule la dose change selon le degré de pollution du site.
Un autre problème pourrait être ses capacités d'adaptation à un réchauffement rapide des eaux au printemps. Une augmentation moyenne et précoce de la température de l'eau est constatée au printemps, notamment en boréale (ex : dans les eaux intérieures de l'Estonie, l'eau se réchauffe beaucoup plus vite qu'il y a 50 ans au printemps, ce qui a avancé la date de ponte des gardons et des brèmes (avec alors une possible désynchronisation entre cycles de vie des prédateurs et de leurs proies). 
En 40 années (de 1951 à 1990), le frai de la brème est devenu plus précoce de 10 jours, mais les températures de l'eau au moment du frai sont restées les mêmes. Par contre dans cette même région de l'Europe, il n'a pas été observé de changement de date du frai pour le gardon, qui pondait en 1990 dans une eau de 3 °C plus chaude que 40 ans plus tôt. Ceci pourrait avoir des conséquences dans le réseau trophique et la niche écologique occupée par ces deux espèces. Les alevins de brème et de gardon trouveront ou non le même type de nourriture qu'autrefois, selon que l'apparition de cette nourriture est induite par la température ou par la durée du jour. La différence entre la date de frai du gardon et de la brème s'est fortement réduite, passant (en moyenne, et de 1951 à 1990) de 22 à 13 jours. Une autre différence est le niveau de l'eau qui est plus bas qu'autrefois pour le gardon au moment de l'éclosion au printemps (il a été noté par les ichtyologues estoniens que « les années où les niveaux d'eau était plus élevés en Mars ou Avril ces deux espèces de poissons ont commencé à frayer plus tôt », et l'effet des variations du niveau de l'eau sur la ponte ayant été plus prononcé dans le lac Lac Võrtsjärv (eutrophe [et donc riche en plancton], profond et second plus grand lac d'Estonie) que dans le Lac Peïpous moins profond).

## Maladies
Comme tous les poissons, le gardon peut être victime de bactérioses et viroses ainsi que d'attaques fongiques et de malformations congénitales ou induites par l'effet de toxines sur l'œuf fécondé ou la larves. Ces maladies peuvent le tuer ou l'affaiblir et provoquer des retards de croissance.
Il est souvent porteur de divers parasites, internes (endoparasites tels que Ligula intestinalis, cestode de la famille des Pseudophyllidea) ou externes (ectoparasites). Ces parasites l'infestent temporairement ou à vie (vie pouvant alors être abrégée par le parasite qui épuise le poisson, ou change son comportement en le rendant plus vulnérable aux hérons, cormorans ou autre oiseau ou animal prédateur piscivore), ces derniers jouant donc un rôle important en matière de sélection naturelle. Depuis les années 1990, sauf dans des cas particulier (parasites introduits notamment) les parasitoses ne sont plus uniquement considérées comme une menace pour les individus et encore moins pour l'espèce, elles jouent un rôle important dans la sélection naturelle, le non-dépassement de la capacité de charge d'un écosystème ou d'une niche écologique et la coévolution entre espèces.
Les parasites et la charge parasitaire diffèrent selon les lieux où sont prélevés les gardons, mais de manière générale pour L. intestinalis qui a fait l'objet d'études dans des milieux différents ; les jeunes gardons semblent nombreux à être parasités, avec une charge parasitaire maximale chez les gardons d'âge moyen, et une diminution ensuite avec l'âge (diminution dont on ignore encore si elle est due (et si oui dans quelle mesure) à la sélection naturelle qui a éliminé les individus les plus parasités (par mortalité directe ou par risque accru de prédation), ou aussi dans une certaine mesure à l'acquisition d'une résistance accrue aux cestodes chez le gardon adulte.
On a confirmé au moins par deux études dont l'une en laboratoire dans un grand aquarium que le cestode L. intesinalis modifie le comportement du gardon infesté, qui ne réagit plus au stimulus qu'est la présence d'un héron en surface (en surplomb de l'aquarium), stimulus qui devrait provoquer sa fuite vers une zone plus profonde (« les poissons infectés nageaient près de la surface et les poissons sains semblaient préférer le fond de l’aquarium […], les poissons infectés étaient moins actifs que les poissons sains avant, pendant et après l’introduction du prédateur. Ces différences de comportement, retour en surface, nage et réponse au stimulus, favorisent probablement la prédation des gardons infectés par des oiseaux prédateurs » (quand ils sont présents). Un tel changement de comportement induit par un parasite n'est pas inhabituel dans la Nature, il a été observé chez de nombreuses espèces et est classé parmi les phénomènes d'« interactions durables ».

## Élevage
La pisciculture française en produisait presque 2 000 t/an au passage de l'an 2000, surtout vendu aux sociétés de pêche pour (re)constituer des bancs de poisson fourrages, et également vendu aux pêcheurs comme vifs (pour la pêche au coup). Les pratiques de repeuplement piscicole ou d'apports en poisson fourrage constituent des « apports numériquement importants et régulièrement répétés sur de nombreux écosystèmes naturels ». Ils sont (ou ont été) pratiqués par un grand nombre de société de pêche pour espérer pêcher plus de poissons prédateurs piscivores tels que les brochets. Ces apports sont de plus en plus critiqués, car susceptible de bouleverser et affaiblir la diversité génétique des sous-populations de gardon au sein de leur métapulation (et donc de dégrader la biodiversité). Ces pratiques présentent aussi « des risques sanitaires importants, non spécifiquement démontrés à ce jour en France et de perturbations du fonctionnement de ces écosystèmes ». Ces effets peuvent être aggravés par le fait que le Gardon peut facilement s'hybrider avec de nombreuses autres espèces de cyprinidés et qu'il est connu pour véhiculer au moins deux maladies parasitaires dues à des endoparasites (la bucéphalose larvaire et la ligulose là où les copépodes sont nombreux comme dans les lacs naturels, réservoirs et étangs) et par suite infester les prédateurs qui le consomment (poissons ichtyophages et oiseaux piscivores respectivement dans ces deux cas).

## Risques sanitaires, toxicologiques et écotoxicologiques
Quand il vit ou a vécu dans une eau polluée ou en présence de sédiments pollués, le gardon fait partie des poissons reconnus comme étant faiblement bioaccumulateurs.
En raison de sa capacité à bioconcentrer les métaux lourds, certains métalloïdes ou des polluants peu biodégradables tels que les PCB, furanes ou dioxines, il peut donc — dans certains milieux aquatiques pollués — être durablement ou provisoirement interdit de pêche, de détention et de toute commercialisation, dont en France.

## Noms vernaculaires
- En Finlande : Särki.
- En France, le gardon porte en français régional les noms vernaculaires de Rousse en Champagne, Franche-Comté et Lorraine, de Roche dans le nord du pays et de Rottel en Alsace.
- En Belgique francophone : Roche, Rousse ou Roussette.
- En Angleterre : Roach.
- En Allemagne : Rotauge ou Ploetze.
- En Italie : Pigo, Scardola.
- En Espagne : Bolla.
- En Pologne : Płoć ou Płotka.
- En Suisse romande : Vangeron ou Vengeron.

## Images

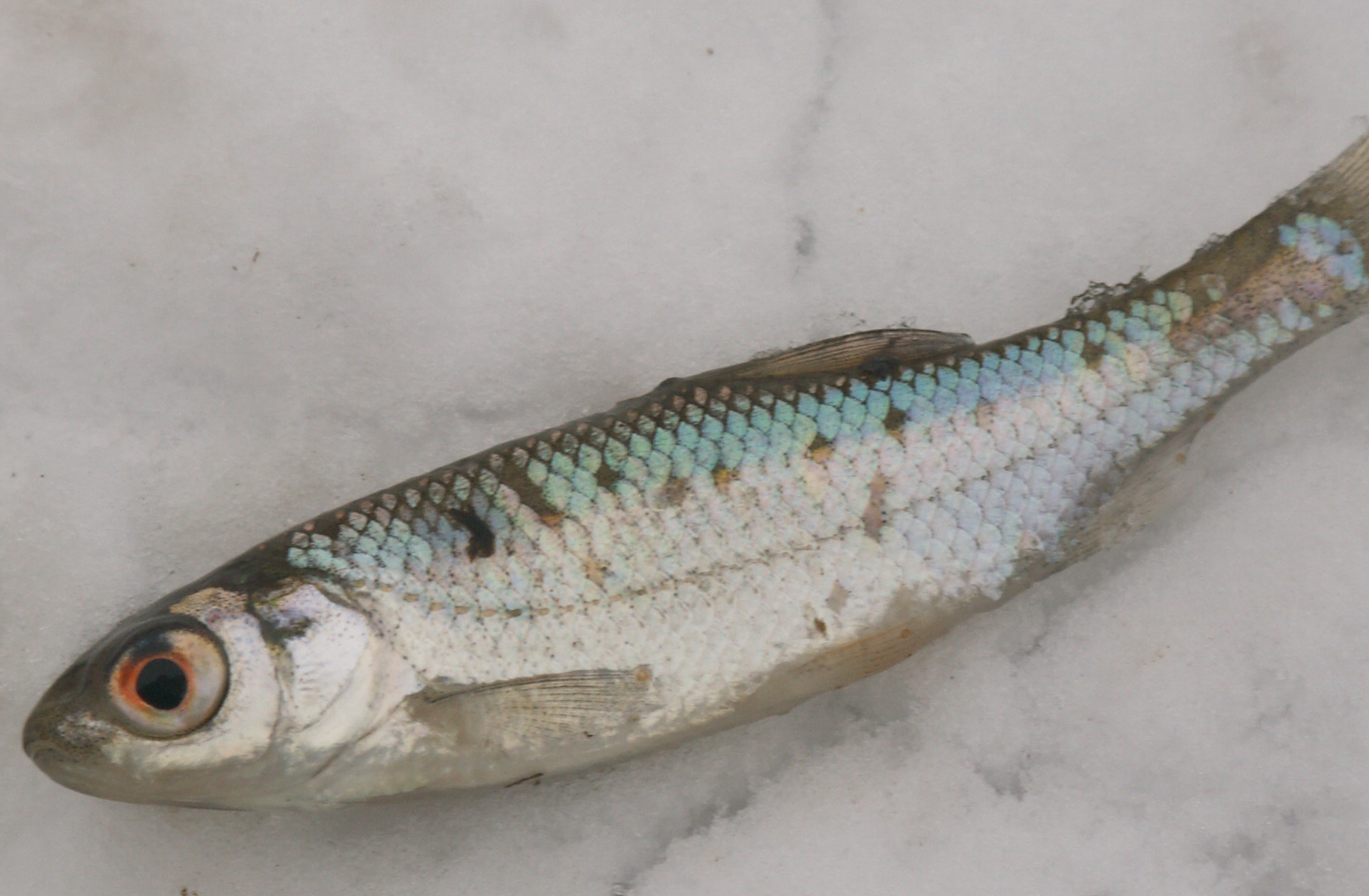
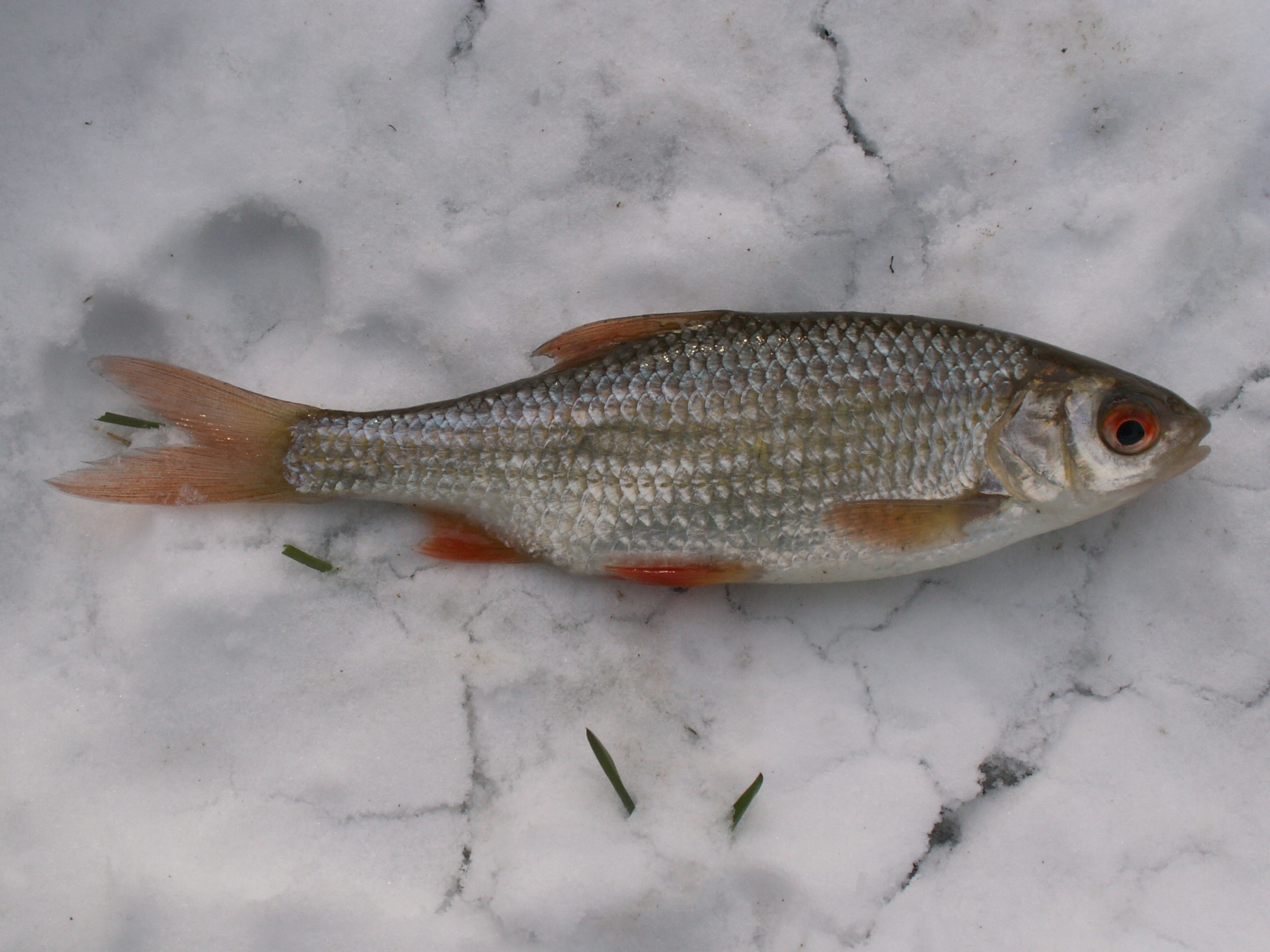
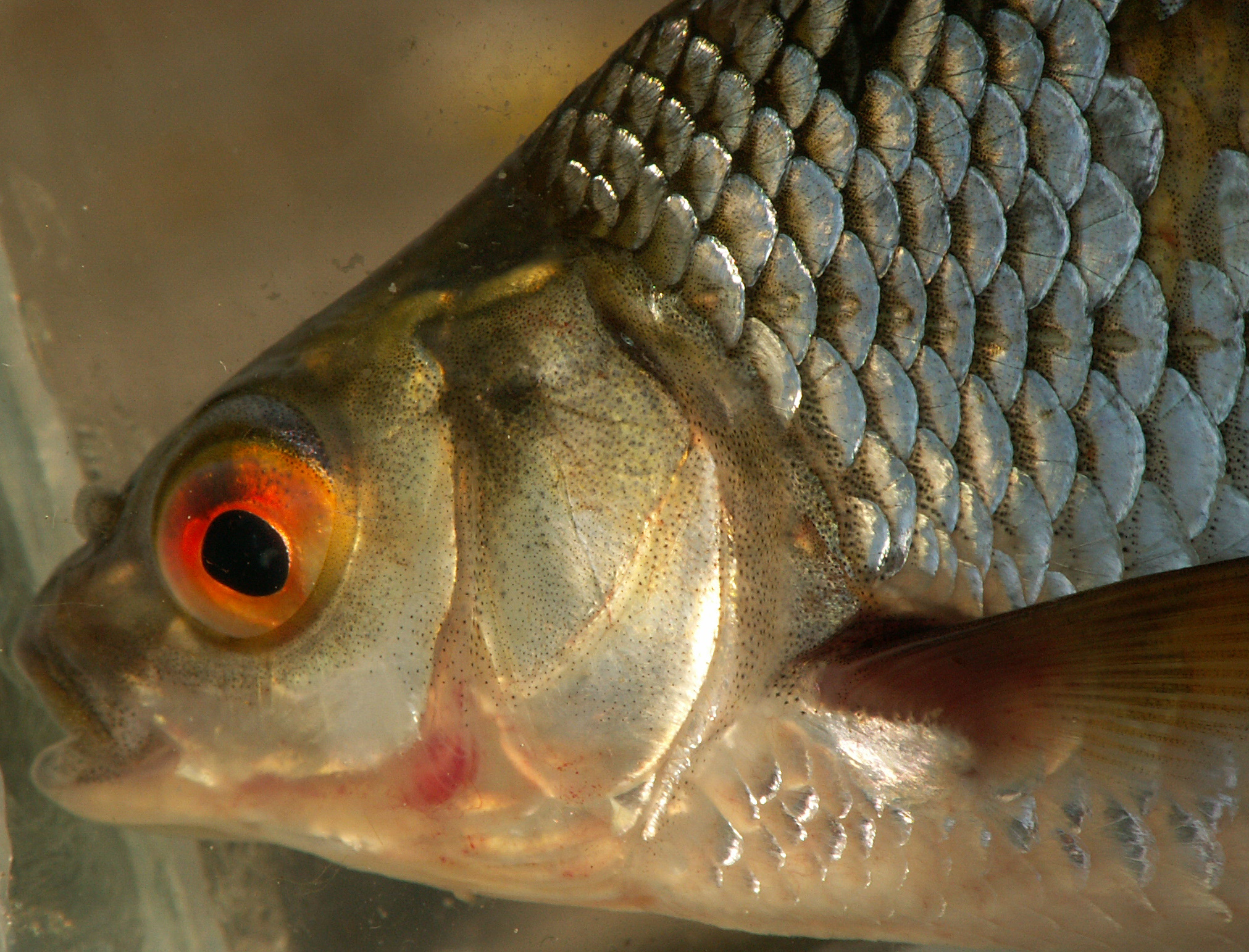
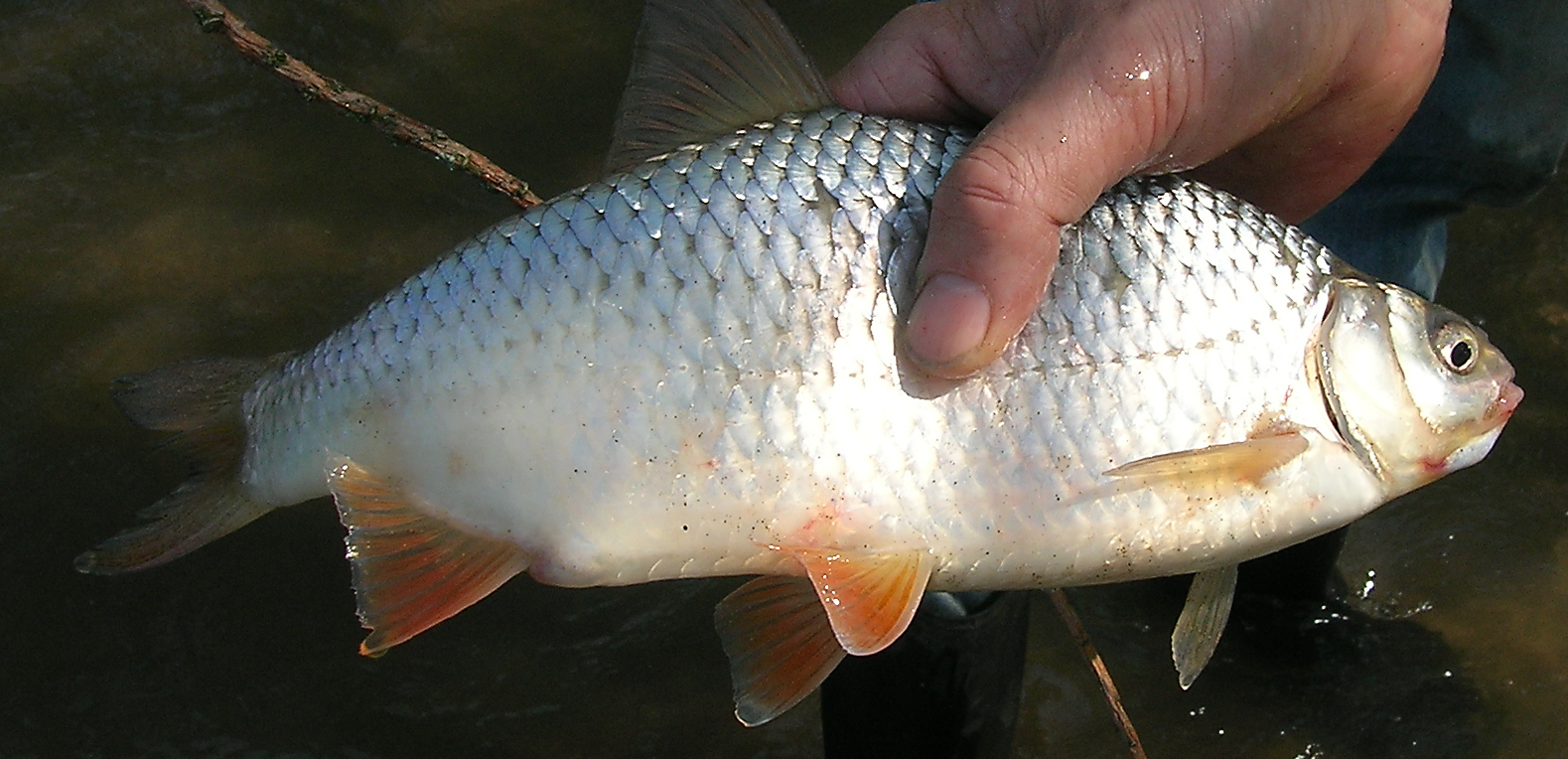